# Flughafen Bhopal

i8
i11
i13
Der ca. 524 m hoch gelegene Flughafen Bhopal (englisch Bhopal Airport, auch Raja Bhoj Airport, IATA-Code: BHO, ICAO-Code: VABP) ist ein militärisch und zivil genutzter Flughafen ca. 12 km (Fahrtstrecke) nordwestlich der Millionenstadt Bhopal im mittelindischen Bundesstaat Madhya Pradesh.

## Geschichte
Bis zum Ende der 1960er Jahre wurde der Flughafen ausschließlich zivil genutzt. Heute nimmt der militärisch genutzte Teil etwa die Hälfte der verfügbaren Fläche ein.

## Verbindungen
Die nationalen Verbindungen bedienen hauptsächlich Städte in Nord- und Mittelindien wie Delhi, Mumbai, Allahabad etc.; die einzige Verbindung in den südindischen Raum führt nach Bangalore. Internationale Flüge sind derzeit wegen COVID-19 ausgesetzt.

## Sonstiges
- Betreiber des Flughafens ist die Airports Authority of India.
- Es gibt zwei Start- und Landebahnen mit ca. 1835 m bzw. 2743 m Länge.